# Werner Teske
Werner Siegfried Teske (ur. 24 kwietnia 1942, zm. 26 czerwca 1981) – funkcjonariusz Ministerstwa Bezpieczeństwa Państwowego NRD (Stasi) w stopniu kapitana (Hauptmann), stracony pod zarzutem planowania zdrady. Był ostatnią osobą, na której wykonano wyrok śmierci w Niemieckiej Republice Demokratycznej i w ogóle w Niemczech.

## Życiorys

### Wczesne lata i praca w Stasi
Teske wychowywał się w Berlinie, tam też studiował ekonomię finansową na Uniwersytecie Humboldta. Został zwerbowany przez Stasi jako student w 1969, mimo iż miał inne plany – chciał zostać pracownikiem naukowym. Po otrzymaniu doktoratu z ekonomii był agentem wywiadu gospodarczego w Głównym Zarządzie Wywiadu (Hauptverwaltung Aufklärung). Od połowy lat 70. zaczął wątpić w zasady systemu komunistycznego, a także czuł, że praca w bezpieczeństwie państwowym nie jest tym, czego chciał i że ma mierne szanse na karierę naukową, zwłaszcza w obliczu presji wywieranej przez Stasi. Przygotowując się do ucieczki na Zachód, wyniósł ze swojego biura tajne dokumenty, którymi chciał się „wkupić” w RFN. Jako posiadacz przepustki miał możliwość pobytu na dworcu Berlin Friedrichstraße w „strefie zachodniej”, gdzie spotkał się z agentami z Berlina Zachodniego. Dwukrotnie miał podjąć decyzję przejechania do zachodniej strefy, jednak wycofywał się, wiedząc, że oznacza to rozłąkę z rodziną.

### Areszt, proces i egzekucja
Po wykryciu przez Zarząd nieprawidłowości w jego pracy, został on aresztowany (4 września 1980). Podczas przeszukania mieszkania znaleziono plany przedostania się na Zachód. 12 czerwca 1981 został skazany na śmierć. Zarzutem była zdrada państwa, do której faktycznie nie doszło. Wyrok, który został pisemnie uznany przez Ericha Honeckera i podtrzymany przez instancję odwoławczą, wykonano przez rozstrzelanie w więzieniu na Alfred-Kästner-Straße w Lipsku 26 czerwca 1981. Aresztowanie nastąpiło krótki czas po ucieczce na Zachód prominentnego oficera Stasi Wernera Stillera i proces Teske był w pewnym sensie pomszczeniem tego faktu. Również żona Wernera Teske była aresztowana przez 9 miesięcy. Proces i egzekucja były trzymane w tajemnicy przez władze NRD nawet przed najbliższymi skazanego, niemniej jednak były nagrywane. Zachowały się nagrania z rozprawy sądowej. Jego żona nie wiedziała nic o wyroku aż do zjednoczenia Niemiec. Przypuszczała, że mąż przebywa ciągle w więzieniu. Została przymusowo wysiedlona z Berlina wschodniego i zmieniono jej tożsamość. Ciało Teskego ze sfałszowanymi danymi osobowymi, miejscem i przyczyną śmierci spopielono i pogrzebano w masowym grobie.

### Unieważnienie wyroku śmierci
Wyrok w sprawie Wernera Teskego został zniesiony w 1993, a jeden z sędziów i oskarżający w procesie prokurator zostali skazani w 1998 na 4 lata pozbawienia wolności za udział w mordzie sądowym. Wyrok wydany i wykonany na Teskem został przez sąd zjednoczonych Niemiec uznany za rażąco nieproporcjonalny do czynu nawet według prawa wschodnioniemieckiego, i w związku z tym za bezprawny.

### Odniesienia w kulturze
W 2021 nakręcony został film Nahschuss w reżyserii Franziski Stünkel, którego scenariusz oparty jest na życiu Wernera Teske.